# Elena Wassen
Elena Wassen (Eschweiler, 1 de noviembre de 2000) es una deportista alemana que compite en saltos de plataforma. Su hermana Christina compite en el mismo deporte.
En los Juegos Europeos obtuvo tres medallas, bronce en Bakú 2015 (plataforma 10 m) y dos en Cracovia 2023, oro en plataforma 10 m sincro y plata en plataforma 10 m sincro mixto. Ganó dos medallas en el Campeonato Europeo de Natación, en los años 2018 y 2022, ambas en la prueba de plataforma sincronizada.
Participó en dos Juegos Olímpicos de Verano, entre los años 2016 y 2020, ocupando el octavo lugar en la prueba individual.

## Palmarés internacional
| Juegos Europeos    | Juegos Europeos       | Juegos Europeos   | Juegos Europeos              |
| Año                | Lugar                 | Medalla           | Prueba                       |
| ------------------ | --------------------- | ----------------- | ---------------------------- |
| 2015               | Bakú (Azerbaiyán)     | Medalla de bronce | Plataforma 10 m              |
| 2023               | Rzeszów (Polonia)     | Medalla de oro    | Plataforma 10 m sincro       |
| 2023               | Rzeszów (Polonia)     | Medalla de plata  | Plataforma 10 m sincro mixto |
| Campeonato Europeo |                       |                   |                              |
| Año                | Lugar                 | Medalla           | Prueba                       |
| 2018               | Glasgow (Reino Unido) | Medalla de plata  | Plataforma 10 m sincro       |
| 2022               | Roma (Italia)         | Medalla de bronce | Plataforma 10 m sincro       |